# John Maddox Roberts
John Maddox Roberts, noto anche con lo pseudonimo di Mark Ramsay (Ohio, 25 giugno 1947 – Estancia, 23 maggio 2024), è stato uno scrittore statunitense di romanzi di fantascienza e fantasy.

## Biografia
Roberts scrisse i gialli storici della serie SPQR, ambientati nell'antica Roma, durante gli ultimi anni della Repubblica con protagonista Decio Cecilio Metello il Giovane.
Pubblicò inoltre numerose altre serie, tra cui Falconer, storia di un crociato di ritorno in Europa per vendicarsi degli assassini di suo padre. Questi romanzi furono scritti con lo pseudonimo di Mark Ramsay.
Firmò infine i romanzi delle serie Annibale e Conan il barbaro.
John Maddox Roberts morì a Estancia il 23 maggio 2024 all'età di 76 anni.

## Vita privata
Visse nel Nuovo Messico con sua moglie.

## Opere

### SerieThe Cingulum
- 1985 - The Cingulum
- 1985 - Cloak of Illusion
- 1988 - The Sword, the Jewel, and the Mirror

### SerieConan il barbaro
- 1985 - Conan the Valorous
- 1987 - Conan the Champion
- 1988 - Conan the Marauder
- 1989 - Conan the Bold
- 1991 - Conan the Rogue
- 1994 - Conan and the Manhunters
- 1994 - Conan and the Treasure of Python
- 1995 - Conan and the Amazon

### SerieDragonlance
- 1996 - Murder In Tarsis

### SerieFalconer
- 1982 - The Falcon Strikes
- 1982 - The Black Pope
- 1982 - The Bloody Cross
- 1983 - The King's Treasure

### SerieGabe Treloar
- 1994 - A Typical American Town
- 1996 - Ghosts of Saigon
- 1997 - Desperate Highways

### SerieSPQR
1. 1990 - SPQR I. The King's Gambit (Ed. italiana: SPQR: a Roma la corruzione non è iniziata ieri, Sonzogno, 1994)
2. 1991 - SPQR II. The Catiline Conspiracy
3. 1992 - SPQR III. The Sacrilege
4. 1999 - SPQR IV. The Temple of the Muses
5. 1999 - SPQR V. Saturnalia
6. 2001 - SPQR VI. Nobody Loves A Centurion
7. 2003 - SPQR VII. The Tribune's Curse
8. 2004 - SPQR VIII. The River God's Vengeance
9. 2005 - SPQR IX. The Princess and the Pirates
10. 2006 - SPQR X. A Point in Law
11. 2007 - SPQR XI. Under Vesuvius
12. 2008 - SPQR XII. Oracle of Death
13. 2010 - SPQR XIII. The Year of Confusion

### SerieStormlands
- 1990 - The Islander
- 1991 - The Black Shields
- 1992 - The Poisoned Lands
- 1993 - The Steel Kings
- 1994 - Queens of Land and Sea

### SerieAnnibale
- 2002 - Hannibal's Children
- 2005 - The Seven Hills

### Altri romanzi
- 1977 - The Strayed Sheep Of Charun
- 1979 - Space Angel (Ed. italiana: Viaggio in fondo alle stelle, Urania n. 975, Arnoldo Mondadori Editore, 1984)
- 1983 - Cestus Dei (Ed. italiana: Cestus Dei, Urania n. 1084, Arnoldo Mondadori Editore, 1988)
- 1983 - King of the Wood
- 1985 - Act of God
- 1987 - The Island Worlds
- 1988 - Spacer: Window of the Mind
- 1988 - Between the Stars
- 1989 - The Enigma Variations
- 1990 - Delta Pavonis
- 2000 - Legacy of Prometheus

### Racconti
- 1990 - Stoney Griffon and the UFO People (Ed. italiana: Stoney e gli UFO, in appendice a Urania n. 1170, Arnoldo Mondadori Editore, 1992)
- 1992 - Arms and the Enchanter (Ed. italiana: L'incantatore e le armi, in Urania n. 1401, Arnoldo Mondadori Editore, 2000)